# Spring Hill (Iowa)
Spring Hill è un comune degli Stati Uniti d'America, situato nello Stato dell'Iowa, nella contea di Warren. Il territorio comunale è attraversato dal fiume Middle River.